# Marcos Roberto Silveira Reis
Marcos Roberto Silveira Reis známý zkráceně i jako Marcos (4. srpna 1973, Oriente, Brazílie) je bývalý brazilský fotbalový brankář a reprezentant.
Vítěz MS 2002 v Japonsku a Jižní Koreji.

## Klubová kariéra
V Brazílii hrál za klub Sociedade Esportiva Palmeiras, kde strávil celou svou hráčskou kariéru.

## Reprezentační kariéra
V brazilském reprezentačním A-mužstvu debutoval v 13. 11. 1999 proti Španělsku.
Na Mistrovství světa 2002 v Japonsku a Jižní Koreji získal s brazilským národním týmem zlato, na turnaji byl v konkurenci Didy a Rogéria Ceni brankářskou jedničkou.

## Úspěchy
SE Palmeiras
- Campeonato Paulista (4): 1993, 1994, 1996, 2008
- Campeonato Brasileiro Série A (2): 1993, 1994
- Torneio Rio-São Paulo (2): 1993, 2000
- Brazilský pohár (1): 1998
- Copa Mercosur (1): 1998
- Pohár osvoboditelů (1): 1999
- Copa dos Campeões (1): 2000
- Campeonato Brasileiro Série B (1): 2003

Brazílie
- Copa América (1): 1999
- Mistrovství světa ve fotbale (1): 2002
- Konfederační pohár FIFA (1): 2005

## Videohra
- FIFA 99 (PlayStation, PC, Nintendo 64)
- FIFA 2000 (PlayStation, PC)
- FIFA Soccer World Championship (PlayStation 2)
- Ronaldo V-Football (PlayStation)
- World Soccer Jikkyou Winning Eleven 2000: U-23 Medal Heno Chousen (PlayStation)
- FIFA 2001 (PlayStation 2)
- J.League Spectacle Soccer (Dreamcast)
- 2002 FIFA World Cup (PlayStation, PlayStation 2, PC, Xbox, GameCube)
- World Fantasista (PlayStation 2)
- World Soccer Winning Eleven 6 (PlayStation 2)
- World Soccer Winning Eleven 6 Final Evolution (PlayStation 2, GameCube)
- This is Football 2003 / World Tour Soccer 2003 (PlayStation 2)
- World Soccer Winning Eleven 7 International / Pro Evolution Soccer 3 (PlayStation 2, PC)
- Championship Manager 4 (PC)
- Football Kingdom: Trial Edition (PlayStation 2)
- FIFA 2005 (PlayStation 2, PC, Xbox, GameCube)
- Championship Manager 5 (PlayStation 2, PC, Xbox)
- FIFA 06 (PlayStation 2, PC, Xbox, GameCube)
- FIFA 06: Road to FIFA World Cup (Xbox 360)
- FIFA World Cup: Germany 2006 (PlayStation 2, PC, Xbox, Xbox 360, GameCube)
- Championship Manager 2007 (PlayStation 2, PC, Xbox 360)
- FIFA 09 (PlayStation 2)